# Legionellales
Legionellales е разред в клас Гама протеобактерии към отдел Протеобактерии. Той има само две семейства Legionella и Coxiella. И в двете са класифицирани патогени, причинители на много заболявания при хората и животните.

## Класификация
- Семейство Legionellaceae
  - Род Fluoribacter
  - Род Legionella
  - Род Sarcobium
  - Род Tatlockia
- Семейство Coxiellaceae
  - Род Aquicella
  - Род Coxiella
  - Род Diplorickettsia
  - Род Rickettsiella